# Schoenicola platyurus
La yerbera coliancha (Schoenicola platyurus) es una especie de ave paseriforme de la familia Locustellidae. Es una especie endémica de los Ghats Occidentales en India, aunque existe una pequeña posibilidad de que también more en Sri Lanka. Es un pájaro pequeño de tono marrón claro que posee una ancha cola redondeada. Solo habita en colinas elevadas con praderas donde permanece escondida, excepto durante la temporada de reproducción cuando los machos se elevan para cantar durante el cortejo. 

## Descripción
Son distintivas sus partes superiores de un tono marrón claro uniforme, y su amplia y larga cola. La especie posee una lista superciliar de tono anteado y su cola marrón posee franjas oscuras delgadas. La parte de la cara inferior de su cola es muy oscura y las plumas tienen sus puntas blancas. Los machos y hembras no se pueden distinguir por su plumaje. La llamada del macho durante la temporada de reproducción es similar a la de la alondra a la que acompaña por desplazamientos de la cola y un vuelo vistos. Otras llamadas son un chack y un zink. El  paladar es color negro y visible durante el canto de los machos, pero en las hembras es color marrón.  Fuera de la temporada de reproducción, es un ave huidiza que se desplaza con rapidez entre los pastos pero que a veces se posa en el terreno expuesto.

## Comportamiento y ecología
La temporada de reproducción va de marzo a mayo, pero se han observado nidos en julio y septiembre y se cree que esta ave anida dos camadas cada temporada. El nido es una bola de pastos con una entrada en un lateral y ubicado en niveles bajos en un matorral de pastos altos. Los huevos son blancos con pintas de un tono marrón rojizo. La puesta por lo general consiste de 2 a 3 huevos. Se alimenta de insectos.